# 중추신경계
중추신경계(한국 한자: 中樞神經系, 영어: central nervous system, CNS)는 두개골에 싸여있는 뇌와 척수를 포함하는 신경계로 말초신경계와 함께 동물의 행동이나 신체 기작을 제어한다. 척추동물의 중추신경계는 배아 시기 관찰되는 속이 빈 등쪽 신경삭으로부터 유래하며 이와 같은 특징은 척삭동물의 계통적 특징이다.

## 뇌

1. 뇌, 2. 중추신경계, 3. 척수

뇌는 발생학적으로는 신경관의 앞쪽이 부풀어서 발달한 것으로, 대뇌 · 사이뇌 · 중간뇌 · 소뇌 · 숨뇌의 5부분으로 되어 있으며, 숨뇌의 끝은 척수와 연결되어 있다. 호흡, 순환, 심장박동, 소화 등의 생명활동과 직결된 작용을 조절하는 부위인 중간뇌, 다리뇌, 숨뇌를 묶어서 뇌줄기라고 한다.
뇌의 각 부분의 발달 정도는 동물의 진화 정도에 따라 다를 뿐만 아니라, 여러 가지 행동을 하는 동물의 종에 따라서도 차이를 볼 수 있다. 대뇌는 기억과 판단 등을 관장하는 정신 활동의 중추이며 또한 감각과 수의운동의 중추로서, 대부분의 행동을 통합하고 조절하는 기능을 하는 고등 정신 작용의 중추이다. 그 작용은 신경 세포체가 모인 회백질에서 일어나는데, 대뇌의 단면을 보면 바깥쪽 부분(피질)은 회백색, 속부분(수질)은 백색을 띠고 있어서 회백색 부분은 '회백질', 백색 부분은 '백질'이라고 한다. 회백질부는 신경 세포체가 많이 모여 있고, 백질부는 축색 돌기가 많은 부분이다. 대뇌피질은 감각영역과 연합영역, 운동영역으로 나뉘며 감각영역은 구심성 뉴런을 통한 일반감각과 특수감각을 인지한다. 운동영역의 경우 크게 두가지 경로로 나뉘며 추체로와 뇌줄기로가 이에 속한다. 전자의 경우 다듬어지지 않은 운동 형태로 나타나며 아주 기본적으로 설계된 운동을 수행한다. 뇌줄기로에서는 이와같은 운동을 정교하고 세심하게 교정하는데 환경과 감정적 요소들을 고려한다.연합영역은 위의 두 영역을 제외한 나머지를 말하며 보통은 감각과 운동영역을 통합하는 역할을 수행한다.소뇌는 다리뇌와 숨뇌의 뒤쪽에 위치하고 있으며 대뇌 반구로 덮여있다. 소뇌는 신체와 대뇌 운동영역의 중계자 역할을 하며 몸의 균형을 유지시키는 중추이며, 약 120g의 무게를 가지고 있다. 소뇌의 주요 기능은 신체 각부의 수의근의 수축과 이완을 조절하는 역할과 자세와 평형감각 정보를 받아들여 신체의 평형을 조정한다. 한편, 운동학습 기능이 있어 연습이나 훈련에 의한 운동패턴을 기억하여 숙련된 운동에 대하여는 대뇌피질의 명령이 아닌 소뇌가 직접 주관하여 말초조직에 명령을 전달한다.
사이뇌는 중간뇌의 앞쪽으로 이어져 좌우 대뇌 반구 사이에 위치하며, 항상성을 유지하는 작용을 하는 자율신경계와 내분비계의 중추이다. 시상, 시상상부 및 시상하부로 이루어져 있다. 특히 시상하부는 자율신경계의 최고 중추이다.
시상상부(視床上部)는 성과 생식계의 기능을 조절하는 역할을 한다.대표적으로 송과체를 예로 들 수 있는데 송과체는 성선의 조기발육을 억제하는 호르몬을 분비한다. 뇌줄기에는 중간뇌, 다리뇌, 숨뇌가 포함된다.중간뇌는 다리뇌와 소뇌 위쪽에 위치하고 있으며 안구의 운동을 조절하며, 소뇌와 함께 자세 유지에 관여한다.다리뇌는 중간뇌와 숨뇌 사이에 위치해 연결한다. 숨뇌에는 침분비·기침·재채기의 반사·호흡·순환 운동 등의 조절 중추가 있다. 또, 숨뇌에는 대뇌의 좌우 반구에서 나가는 신경 섬유(神經纖維, 수의 운동에 관한 신경)의 80% 정도가 교차된다. 나머지 20%는 척수 내에서 교차하므로, 대뇌의 우반구는 몸의 좌반신을, 좌반구는 우반신을 지배하게 된다.

## 척수
척수는 숨뇌에 이어진 신경 중추로서 척추 속에 들어 있다. 척수는 대뇌와는 반대로, 바깥쪽(피질)이 백질, 안쪽(수질)은 H자 모양의 회백질로 되어 있다.
백질(白質)은 주로 축색 돌기(신경 섬유)로 이루어지며, 회백질은 신경 세포체가 모여 있어서 시냅스는 이 부분에 집중되어 있다. 척수의 백질에서는 배쪽과 등쪽에서 좌우 1쌍의 척수 신경이 갈라져 나오는데, 배쪽으로 나온 신경은 전근(복근)으로서 운동 신경으로 되어 있고, 등쪽으로 나온 신경은 후근(배근)으로서 감각 신경으로 되어 있다. 전근과 후근은 척추 안에서 하나가 되고, 척추를 나와 각각 근육이나 감각기에 분포한다.
척수는 뇌와 감각 기관이나 근육 등에 분포하는 말초 신경 사이를 연락하는 작용 외에, 무조건 반사의 중추로서 숨뇌·사이뇌 등의 지배를 받아 땀·젖분비 및 배변 · 배뇨 등의 작용을 하고 무릎 반사에도 관계한다.

## 세포
- 성상세포: 별 모양의 돌기를 이용해 신경세포를 지탱한다. BBB(혈뇌장벽)를 형성하는 데 중요한 역할을 담당한다. 시냅스로 분비된 신경 전달 물질을 흡수할 수 있다. 혈액으로부터 포도당 흡수 후, 젖산으로 전환하며 신경 세포들에 양분을 공급한다. 세포외액에 과량의 {\displaystyle {\ce {K+}}}이 존재하면, 이들을 흡수해 항상성 유지에 기여한다.
- 희소돌기세포: 중추 신경계에서 수초를 형성하는 역할을 담당한다. 한 개의 세포가 여러 개의 축삭에 걸쳐 여러 개의 수초를 형성할 수 있다.
- 소교세포: 대식세포로, 중추 신경계에서 병원균이나 죽은 뉴런을 섭식 후 제거한다.
- 뇌실세포: 뇌실막세포라고도 하며, 뇌 내부에 있는 공간인 뇌실을 감싸는 세포이다. 뇌척수액을 생산하여 뇌실과 척수의 중심관을 뇌척수액으로 채운다. 섬모를 움직여 뇌척수액이 흐르도록 하는 역할도 담당한다. 일부는 신경 줄기세포의 역할을 한다.

## 진화
해면동물(海綿動物)을 제외한 모든 동물은 신경계를 가지고 있지만, 편형동물(扁形動物)부터 활발한 움직임을 필요로 하게 되어 두화가 일어나게되며 신경세포들이 개체의 앞쪽으로 집중되어 뇌와 신경삭을 이루게 되었다.
관상 신경계는 원색동물인 창고기 등에서도 볼 수 있지만, 뇌와 척수가 뚜렷이 구별되는 것은 척추동물 가운데 원구류 이상인 동물에서이다.
원구류(圓口類)
먹장어 등의 원구류의 경우, 숨뇌는 다른 척추동물의 것과 비슷하고, 또 중간뇌·사이뇌·단뇌(端腦) 및 후구 등도 구별되지만 소뇌는 형성되어 있지 않든가 있어도 아주 작다.
연골어류(軟骨魚類)
연골어류의 상어류에서는 후각기의 발달과 더불어 단뇌(후엽)가 잘 발달되어 있으며, 또 소뇌도 현저하게 발달되어 있다. 사이뇌나 중간뇌는 뇌의 등쪽에서는 거의 볼 수 없다.
경골어류(硬骨魚類)
경골어류는 생활 양식에 따라 뇌의 발달도 다양하다. 단뇌는 대부분이 후각의 중추로 후뇌 또는 후엽이라 불리며, 후구·후색 등의 돌기물이 분화되는 것도 있다. 특히, 사이뇌의 하면에는 뇌하수체나 혈맥층이라 불리는 구조가 있는데, 혈맥층은 혈관이 많은 부속물로 수압에 의해 수심을 감지하는 작용을 하는 것으로 생각된다.
양서류(兩棲類)
양서류는 계통적으로는 어류보다도 발달한 동물이지만, 뇌의 발달면에서는 오히려 원시적인 특징을 많이 가지고 있다. 그러나 단뇌는 고등한 척추 동물의 기본 요소를 가지고 있어서, 등쪽 부분에는 대뇌 피질로 발달된 조직이 나타나 있다. 단뇌의 대부분은 후각 중추이나, 배쪽 부분에는 대뇌핵이 길게 발달되어 있어서 후각 이외의 각종 구심성 회로의 중추 역할을 한다. 소뇌는 동물에 따라 다르지만, 개구리 등에서는 평형 감각의 발달과 함께 소뇌도 잘 발달되어 있다.
파충류(爬蟲類)
파충류는 소뇌가 작은 것이 특징적이다. 중간뇌는 시각과 관계되는 시엽(視葉)과, 그 뒤쪽에 청각에 관계되는 1쌍의 융기가 생김으로써 '사구체(四丘體)'라고 하는 구조가 처음으로 나타난다. 단뇌는 양서류보다 더욱 발달되는데, 포유류에서 볼 수 있는 신피질의 근원이 나타나기 시작한다. 대뇌핵과 구피질과의 구별도 뚜렷해져 처음으로 뇌실을 가진 대뇌 반구가 나타난다.
조류(鳥類)
조류는 전뇌, 즉 대뇌·사이뇌가 두드러지게 발달되는데, 이것은 대뇌핵의 선상체가 발달한 것으로, 피질은 파충류에 비해 그다지 진보되지 않았다. 그러나 사물을 잘 보므로 시엽이 두드러지게 발달하여, 사이뇌의 양쪽에 튀어나오게 된다.
포유류(哺乳類)
포유류에는 다른 척추동물에 비해 대뇌가 현저하게 발달되어 있다. 대뇌 이하의 부분, 즉 사이뇌·중간뇌·숨뇌는 '뇌줄기'라 하여 대뇌와 구별한다. 대뇌는 고등 동물일수록 잘 발달하며, 그 대부분은 대뇌 피질로 되어 있다. 대뇌의 표면에는 주름이 있는데, 고등한 동물일수록 주름이 많아진다. 사이뇌는 대뇌 바로 아래쪽에 위치하는데, 사이뇌의 시상(視床)도 대뇌 피질의 발달에 따라 현저하게 발달한다. 소뇌는 대뇌에서 뇌줄기를 통하여 척수로 연결되는 신경으로부터 옆으로 빠져나와 있는 것으로, 대뇌처럼 좌우 양반구로 나뉘어 있다. 소뇌도 대뇌가 발달함에 따라 신소뇌에 의한 소뇌 반구가 형성되는데, 이것은 2차적으로 생긴 것으로 여겨진다.

## 같이 보기
- 말초신경계(末梢神經系統)